# Торичелли, Фридолино
Фридоли́но Ториче́лли (1755—1837) — орнаментальный живописец, художник-декоратор, скульптор итальянского происхождения. Работал в России в эпоху русского классицизма и ампира.

## Биография
Фридолино Торичелли родился в семье живописцев-декораторов в Лугано Северной Италии в 1755 году.
Получив звание академика, Торичелли специализировался на росписях в технике гризайль. Впервые он применил данную технику в залах Адмиралтейства, где работал с Джованни Батиста Скотти. В 1817 году живописец работал с архитектором Василием Стасовым при отделке комнат императора Александра I в Екатерининском дворце: художник выполнял живописные работы в соответствии с проектом зодчего.
В 1818 году Торичелли работал с архитектором Огюстом Монферраном над оформлением интерьеров Спасского Староярмарочного собора. Художник выполнил все модели лепных изделий и орнаментов для собора, а также резной иконостас по модели и чертежам самого Монферрана.
В 1821 году переписывал стенную живопись в Ропшинском дворце.
В 1830-е годы Торичелли работал с одним из наиболее крупных зодчих позднего классицизма Андреем Михайловым над отделкой залов Юсуповского дворца, где расписал свод вестибюля и парадной лестницы в технике гризайль.
Торичелли скончался в 1837 году от несчастного случая.

## Работы
- Оформление интерьера, лепка и роспись в домовой церкви в честь Обновления храма Воскресения Христова в Иерусалиме при Павловском кадетском корпусе (1809), совместно с Барнаба Медичи
- Лепные работы внутреннего убранства Адмиралтейства, в том числе фризы, порезки карнизов и капители пилястр (1809)[4]
- Роспись парадных залов Адмиралтейства (1810), совместно с Д. Б. Скотти[5]
- Лепка и роспись домовой церкви Воскресения Христова при Константиновском артиллерийском училище (1810), совместно с Барнаба Медичи[6]
- Роспись плафона и стен в рекреационной зале Академии Художеств (1811), совместно с Барнаба Медичи
- Лепка иконостаса Казанского собора (1801—1811), совместно с Б. Медичи[7]
- Реставрация образов и роспись интерьера домовой церкви Александра Невского при Аничковом дворце (1812), совместно с Б. Медичи[8]
- Роспись приёмной на половине Александра I в Екатерининском дворце (1817)[5]
- Модели лепных изделий и орнаментов для интерьеров Спасского Староярмарочного собора, а также резной иконостас по модели и чертежам Огюста Монферрана (1818)[2]
- В 1830—1833 годах Торичелли выполнил: роспись комнат у графа Александра Чернышёва в бельэтаже, у генерала Голохвастова в верхнем и нижнем этажах, у статского советника Ададурова в бельэтаже, в зданиях Сената и Синода; под его надзором были выполнены лепные украшения в гроте сада Его Величества в Царском Селе[9]
- Декоративная отделка экстерьера Зданий Сената и Синода (1829—1834)
- В 1835—1836 годах Торичелли выполнил: лепные наружные и внутренние работы в доме профессора Оболенского в Царском Селе, а также в иных домах; расписал комнату и кабинет в доме графа Кушелева-Безбородко[10]
- Лепка в интерьере церкви равноапостольного князя Владимира при Орлово-Новосильцевом благотворительном заведении (1834—1838)[11]
- В Русском музее хранятся четыре проекта росписей плафонов авторства Торичелли (№ 18421, 18428, 18429, 18467)[5]